# Anyphaena bivalva
Anyphaena bivalva là một loài nhện trong họ Anyphaenidae.
Loài này thuộc chi Anyphaena. Anyphaena bivalva được miêu tả năm 2004 bởi Zhang & Da-xiang Song.